# Центральноазійська південна пустеля
Центральноазійська південна пустеля (ідентифікатор WWF: PA1312) — це посушливий, але екологічно активний екорегіон, розташований між східним узбережжям Каспійського моря та степами біля підніжжя гір Центральної Азії. Більша частина Туркменістану та східного Узбекистану розташована в цьому екорегіоні. Зими в ньому м'якші, ніж у холодній пустелі на півночі (екорегіон Північно-Центральноазійська пустеля), і велика кількість ендемічних видів пристосувалася до проживання в особливому кліматі та ґрунті регіону. Як і піщані пустелі в цілому, регіон вирізняється великою кількістю ендемічних видів рептилій і комах.

## Розташування та опис
Екорегіон охоплює посушливу територію від Каспійського моря на заході майже до Паміро-Алайських гір на сході. Цей регіон займає більшу частину Туркменістану та східну половину Узбекистану. охоплює прибережні рівнини Каспійського моря, плоскогір'я Красноводськ та Устюрт на північному заході Туркменістану, пустелю Каракуми («Чорний пісок») у центральному Туркменістані, пустелю Кизилкум («Червоний пісок») у східному Узбекистані та частину Південного Казахстану між річками Сирдар'я та Амудар'я. Екорегіон розділений навпіл тонким екорегіоном Центральноазійських прибережних рідколісь в долині річки Амудар'я.

## Клімат
Клімат у навколишньому регіоні — клімат холодної пустелі (класифікація кліматів Кеппена (BWk)). Цей клімат характеризується спекотними пустельними умовами влітку, але прохолоднішими, ніж у кліматі спекотної пустелі. Зими холодні і сухі. Принаймні один місяць середнє значення температури нижче 0 °C (32 °F). Опадів 125—170 мм/рік, невеликі взимку і навесні.

## Флора і фауна
Тип і якість ґрунту є одними з головних факторів, що впливають на кількість видів рослин в екорегіоні. На піщаних ділянках зазвичай трапляються білий саксаул (Haloxylon persicum) і зайсанський саксаул (Haloxylon ammodendron), які є низькорослими витривалими деревами, стійкими до посухи та бідних ґрунтів. Вони мають розгалужену кореневу систему, щоб утримуватися в піску. На тонких піщаних і суглинистих ґрунтах зростає багато видів полинових і соленосних кураїв (Salsola). Солончакові ґрунти підтримують солестійкі сукулентні напівчагарники, такі як Halostachys, Halocnemum strobilaceum та Suaeda.
Звичайні ссавці включають вухатого їжачка (Hemiechinus auritus), довгоголкового їжака (Paraechinus hypomelas) і зайця-толая (Lepus tolai). Також поширені піщанкові і десять видів тушканчиків.

## Захист
Значні природоохоронні території в екорегіоні включають:
- Капланкірський заповідник, на відрогах Капланеїру на плато Устюрт на північному заході екорегіону. (Площа: 2,822 км)
- Репетецький заповідник у східній частині пустелі Каракуми, створений для вивчення екологічного відновлення пустелі. Тут представлені пустельні варани (Desert monitor) і вразливий зобоподібний джейран (Gazella subgutturosa). (Площа: 346 км)
- Державний природний заповідник Бадхиз у південній частині пустелі Каракуми, відомий популяціями копитних тварин, у тому числі кулана (Equus hemionus), що перебуває під загрозою зникнення. (Площа: 877 км)